# Willy Wonka och chokladfabriken
Willy Wonka och chokladfabriken (engelska: Willy Wonka & the Chocolate Factory) är en brittisk-amerikansk-tysk musikalfantasyfilm från 1971 i regi av Mel Stuart. I huvudrollen som Willy Wonka ses Gene Wilder. Filmen är baserad på Roald Dahls barnbok Kalle och chokladfabriken från 1964 - Dahl tog dock avstånd från filmen, eftersom han ogillade de ändringar som gjorts i manus, och eftersom han velat ha Spike Milligan i huvudrollen i stället för Wilder.

## Handling
Fem barn får chansen att se magin som skapar den fantastiska chokladen på Willy Wonkas chokladfabrik.

## Om filmen
- Filmen är inspelad i Tyskland.
- En del av produktionspengarna kom från chokladtillverkarna Quaker Oats Company som gjorde detta för att kunna lansera sin nya kollektion av chokladkakor med anknytning till Wonka.

## Rollista i urval
| Roll               | Skådespelare      | Röst i svensk dubbning |
| ------------------ | ----------------- | ---------------------- |
| Willy Wonka        | Gene Wilder       | Dan Ekborg             |
| Henry Salt         | Roy Kinnear       | Johan Hedenberg        |
| Farfar Joe         | Jack Albertson    | Nils Eklund            |
| Kalle Spann        | Peter Ostrum      | Anton Olofsson         |
| Veruca Salt        | Julie Dawn Cole   | Mariam Wallentin       |
| Augustus Gloop     | Michael Bollner   | Anton Mencin           |
| Violet Beauregarde | Denise Nickerson  | Mia Kihl               |
| Mike Teeavee       | Paris Themmen     | Anton Mencin           |
| Mrs Gloop          | Ursula Reit       | Irene Bejstam          |
| Kalles mamma       | Diana Sowle       | Katarina Hansson       |
| Bill, The Candyman | Aubrey Woods      | Ulf Källvik            |
| Mr. Turkintine     | David Battley     | Hans Gustafsson        |
| Mr. Slugworth      | Günter Meisner    | Johan Hedenberg        |
| Mr. Jopeck         | Werner Heyking    | Hans Gustafsson        |
| Sam Beauregarde    | Leonard Stone     | Peter Wanngren         |
| Mrs Teeavee        | Dodo Denney       | Marie Kühler           |
| Mrs Curtis         | Gloria Manon      | Christel Körner        |
| Mormor Georgia     | Dora Altmann      | Sofia Caiman           |
| Farmor Josephine   | Franziska Liebing | Monica Forsberg        |
| Morfar George      | Ernst Ziegler     | Roger Storm            |